# Linia kolejowa nr 543
Linia kolejowa nr 543 – pierwszorzędna, jednotorowa, zelektryfikowana linia kolejowa znaczenia państwowego łącząca posterunek odgałęźny Gajewniki z posterunkiem odgałęźnym Dionizów.
Linia została otwarta w 1940 roku. W 1966 roku linię zelektryfikowano.